# Zheng Ruozeng
Zheng Ruozeng (chinois simplifié : 郑若曾 ; chinois traditionnel : 鄭若曾 ; pinyin : zhèng ruòzēng), né en 1503 à Kunshan, près de Suzhou, dans la province du Jiangnan, en Chine impériale, et décédé en 1570, est un cartographe chinois de la Dynastie Ming (1368 – 1644), ayant notamment cartographié le Japon et le Royaume de Ryūkyū.

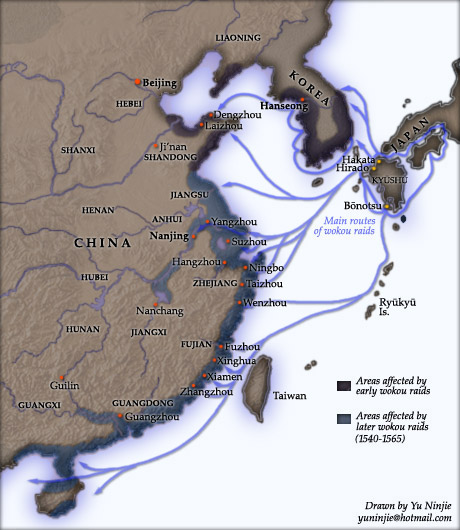
Raids des wokou sur la Chine et la Corée

Il est le premier à produire des cartes aussi complètes des côtes chinoises, en raison des attaques des corsaires japonais, les Wakō (ou en chinois, wokou (倭寇, wōkòu, « bandit japonais » ou « bandits nains »), les précédentes cartes chinoises, avant le XVIe siècle s'attachaient davantage au Nord et Nord-Est, les attaques provenant principalement des Mongols, Jurchens et Mandchous .

## Biographie
En 1540, Zheng Ruozeng compile un atlas stratégique des côtes de la Chine, de la péninsule du Liaodong, au Nord, à la province du Guangdong, au Sud.
En 1560, Il est invité par Hu Zongxian (zh) (胡宗宪) pour devenir son conseiller, il était alors déjà en train de travailler sur son futur ouvrage de défense maritime.
En 1561, il complète une collection de cartes intitulée Riben tu zuan (日本图纂 / 日本圖纂, rìběn tú zuǎn, « Compilation de cartes du Japon »), probablement en poursuivant les corsaires japonais (Wakō), ce qui lui valut la proposition de Hu Zongxian de rejoindre son équipe, dans la lutte contre les pirates Xu Hai (zh) (徐海) et Wang Zhi (汪直 ou 王直). Zheng Ruozeng n'a jamais voyagé au Japon, il a compilé des informations recueillies sur les côtes du Sud de la Chine, auprès de personnes affectées par les raids des corsaires, de wokou capturés, et de marchands chinois ayant visité Nagasaki pour des échanges commerciaux. Jiang Zhou et Chen Keyuan sont deux personnes lui ayant fourni beaucoup de documents à ce sujet.
Il est l'auteur du Chouhai tubian (筹海图编 / 籌海圖編, chóuhǎi túbiān, « essai illustré sur la défense maritime ». Ce texte existe en trois ou quatre éditions datant de 1562 à 1624, l'édition de 1624, par les descendants de Hu Zongxian, ont retiré la mention du nom de Zheng Ruozeng comme auteur. Il y décrit les marins japonais comme de mauvais navigateurs, se reportant aux rapports des XIVe siècle et XVe siècle, décrivant les routes qu'ils empruntent et leurs armes. Il y décrit également leurs navires comme ayant le fond trop plat pour une bonne navigation en haute mer.
Il jouissait d'une très bonne santé à l'âge de soixante ans.

## Œuvres
Il a principalement élaboré des œuvres sur la défense sur les mers et les fleuves,
- 1561 : 日本图纂 / 日本圖纂, rìběn tú zuǎn, « Compilation de cartes du Japon »
- 1562 : 筹海图编 / 籌海圖編, chóuhǎi túbiān, « essai illustré sur la défense maritime »
- 1568 : 江南经略 / 江南經略, jiāngnán jīnglüè, « stratégies pour le Jiangnan » [réf. nécessaire]
- XVIe siècle : 琉球图说 / 琉球圖説, liúqiú túshuō, « Explications illustrées sur Ryukyu »
- XVIe siècle : 江防图考 / 江防圖考, jiāngfáng tú kǎo, « étude illustrée de défense »
- XVIe siècle : 万里海防图论 / 萬裡海防圖論, wàn lǐ hǎifáng tú lùn, « Traité illustré de défense navale sur 10 milles lieues »
- XVIe siècle : 朝鲜图说 / 朝鮮圖說, cháoxiǎn túshuō, « Explications illustrées sur la Corée »
- XVIe siècle : 安南图说 / 安南圖說, ānnán túshuō, « Explications illustrées sur l'Annam »
- XVIe siècle : 海防一览图 / 海防一覽圖, hǎifáng yīlǎ tú, « Guide illustré de défense navale »
- XVIe siècle : 海运全图 / 海運全圖, hǎiyùn quántú, « Complet illustré de transport maritime »
- XVIe siècle : 黄河图议 / 黃河圖議, huánghé tú yì, « Débat illustrée sur le fleuve Jaune »
- XVIe siècle : 苏松浮粮议 / 蘇鬆浮糧議, sū sōng fú liáng yì
- (zh) 鄭若曾, 《钦定四库全书》 / 《欽定四庫全書》 (lire en ligne)

## Galerie

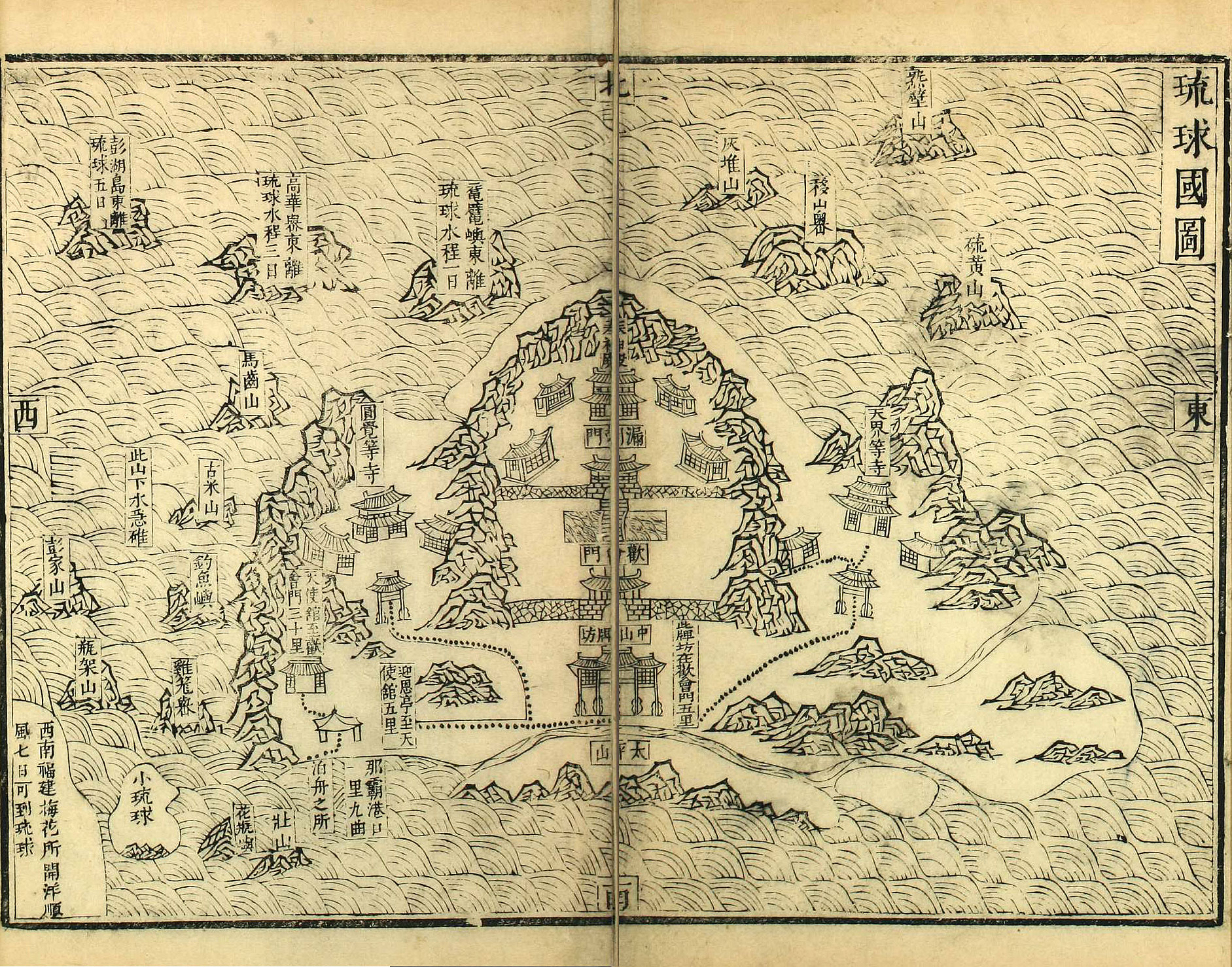
Carte du royaume de Ryūkyū, paru dans « Description illustrée du Royaume Ryukyu » (《琉球圖説》),
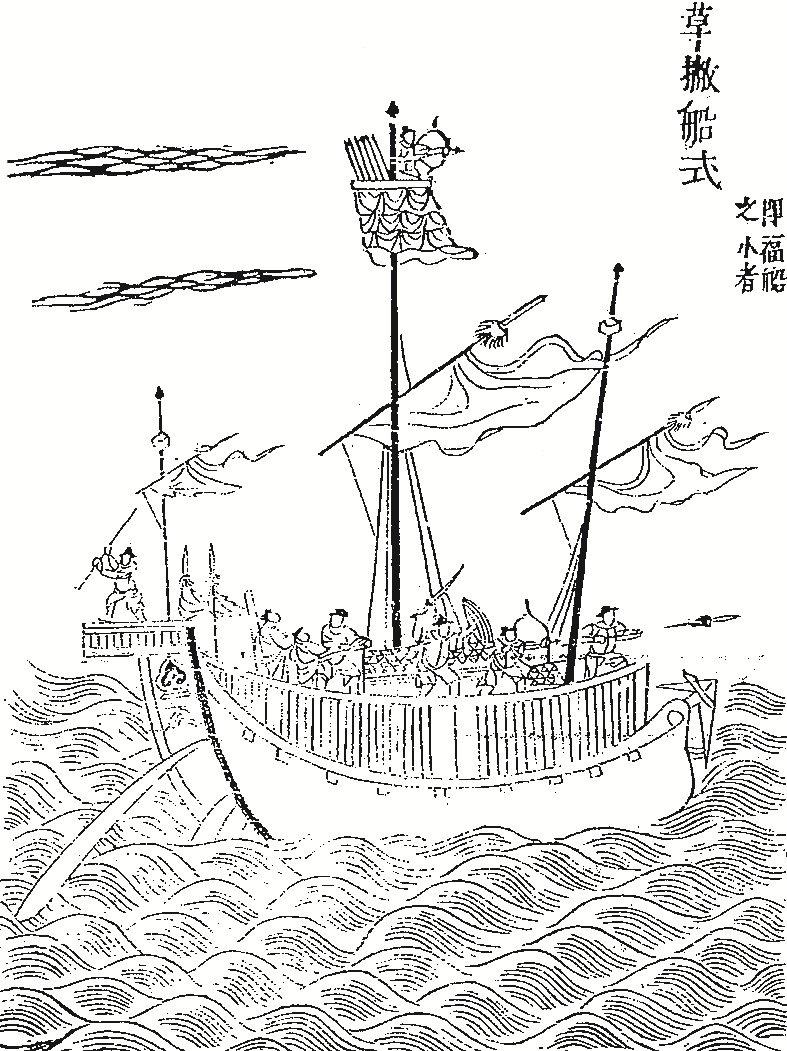
Jonque de guerre chinoise dans « Chouhai tubian » (籌海圖編) en 1562
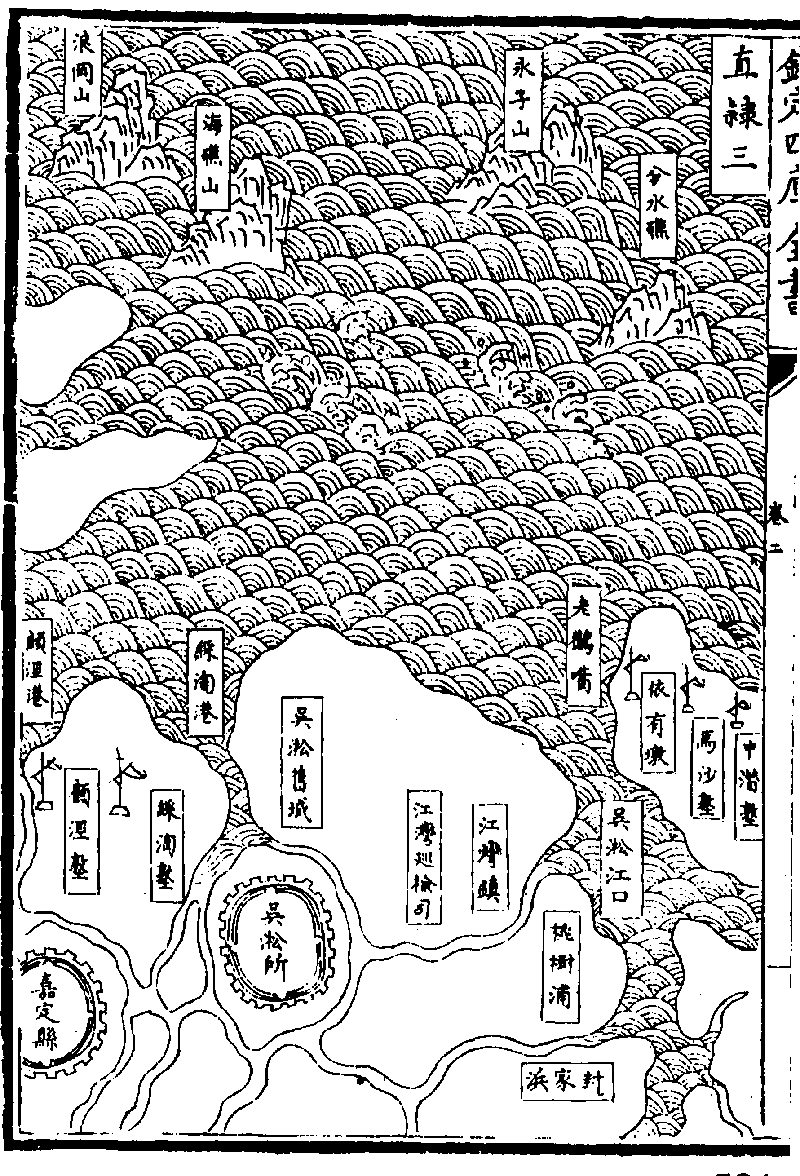
Plan de côtes, d"embouchures et de fortifications.